# Radek Dejmek
Radek Dejmek  (Vrchlabí, 2 februari 1988) is een Tsjechisch voetballer die bij voorkeur als verdediger speelt. Hij verruilde in juli 2013 1. FK Příbram voor Korona Kielce.

## Statistieken
| seizoen | club                  | land     | competitie     | wed | goals |
| ------- | --------------------- | -------- | -------------- | --- | ----- |
| 2007/08 | FC Slovan Liberec     | Tsjechië | Gambrinus liga | 1   | 0     |
| 2008/09 | FC Slovan Liberec     | Tsjechië | Gambrinus liga | 7   | 1     |
| 2009/10 | FC Slovan Liberec     | Tsjechië | Gambrinus liga | 24  | 0     |
| 2010/11 | FC Slovan Liberec     | Tsjechië | Gambrinus liga | 24  | 2     |
| 2011/12 | → Oud-Heverlee Leuven | België   | Eerste Klasse  | 22  | 2     |
| 2012/13 | 1. FK Příbram         | Tsjechië | Gambrinus liga | 16  | 1     |
| 2013/14 | Korona Kielce         | Polen    | Ekstraklasa    | 26  | 1     |
| 2014/15 | Korona Kielce         | Polen    | Ekstraklasa    | 24  | 3     |
| 2015/16 | Korona Kielce         | Polen    | Ekstraklasa    | 0   | 0     |
|         |                       |          | Totaal         | 144 | 10    |

Laatst bijgewerkt 18-7-15